# Saison 1 de Papa a un plan
Chronologie
Saison 2
Cet article présente le guide des épisodes de la première saison de la série télévisée américaine Papa a un plan.

## Généralités
- Aux États-Unis, la saison a été diffusée du 24 octobre 2016 au 15 mai 2017 sur le réseau CBS.
- Au Canada, la saison a été diffusée en simultanée sur le réseau Global[1].
- En France, la saison a été diffusée du 9 janvier 2020 au 5 mars 2020 sur la chaîne Gulli.

## Distribution

### Acteurs principaux
- Matt LeBlanc : Adam Burns
- Liza Snyder : Andi Burns
- Kevin Nealon : Don Burns
- Diana Maria Riva : Mrs. Rodriguez
- Jessica Chaffin (en) : Marie Faldonado
- Matt Cook : Lowell
- Grace Kaufman : Kate Burns
- Matthew McCann : Teddy Burns
- Hala Finley (en) : Emme Burns

### Acteurs récurrents
- Kali Rocha : Marcy Burns
- Valerie Harper : mère d'Adam[2]
- Stacy Keach : père d'Adam[2]

## Épisodes

### Épisode 1:Le Papa le plus marrant du monde
- États-Unis /  Canada : 24 octobre 2016 sur CBS[3] / Global[4]
- Belgique : 12 janvier 2019 sur RTL-TVI
- France : 9 janvier 2020 sur Gulli[5]

- États-Unis : 7,42 millions de téléspectateurs[6] (première diffusion)
- Canada : 1,258 million de téléspectateurs[7] (première diffusion + différé 7 jours)
- France : 120 000 téléspectateurs (0,5 %)[8] (première diffusion)

### Épisode 2:Les Lasagnes de la déception
- États-Unis /  Canada : 31 octobre 2016 sur CBS / Global
- Belgique : 12 janvier 2019 sur RTL-TVI
- France : 9 janvier 2020 sur Gulli[5]

- États-Unis : 5,95 millions de téléspectateurs[9] (première diffusion)
- France :

Kali Rocha (Marcy Burns)

### Épisode 3:Trop dur d'être délégué
- États-Unis /  Canada : 7 novembre 2016 sur CBS / Global
- Belgique : 19 janvier 2019 sur RTL-TVI
- France : 9 janvier 2020 sur Gulli[5]

- États-Unis : 6,26 millions de téléspectateurs[10] (première diffusion)
- France :

### Épisode 4:La Robe de mariée
- États-Unis /  Canada : 14 novembre 2016 sur CBS / Global
- Belgique : 26 janvier 2019 sur RTL-TVI
- France : 9 janvier 2020 sur Gulli[5]

- États-Unis : 6,18 millions de téléspectateurs[11] (première diffusion)
- France :

- Kali Rocha (Marcy Burns)
- Tia Mowry (Dress Shopper)

### Épisode 5:Thanksgiving
- États-Unis /  Canada : 21 novembre 2016 sur CBS / Global
- Belgique : 2 février 2019 sur RTL-TVI
- France : 16 janvier 2020 sur Gulli

- États-Unis : 5,98 millions de téléspectateurs[12] (première diffusion)
- France : 79 000 téléspectateurs (0,3 % de PDA)[13] (première diffusion)

Kali Rocha (Marcy Burns)

### Épisode 6:La Guerre des nerfs
- États-Unis /  Canada : 5 décembre 2016 sur CBS / Global
- Belgique : 2 février 2019 sur RTL-TVI
- France : 16 janvier 2020 sur Gulli

- États-Unis : 6,18 millions de téléspectateurs[14] (première diffusion)
- Canada : 992 000 téléspectateurs[15] (première diffusion + différé 7 jours)
- France :

### Épisode 7:La Génétique de Noël
- États-Unis /  Canada : 12 décembre 2016 sur CBS / Global
- Belgique : 9 février 2019 sur RTL-TVI
- France : 23 janvier 2020 sur Gulli

- États-Unis : 6,62 millions de téléspectateurs[16] (première diffusion)
- Canada : 885 000 téléspectateurs[17] (première diffusion + différé 7 jours)
- France :

### Épisode 8:Grande première
- États-Unis /  Canada : 19 décembre 2016 sur CBS / Global
- Belgique : 9 février 2019 sur RTL-TVI
- France : 23 janvier 2020 sur Gulli

- États-Unis : 6,17 millions de téléspectateurs[18] (première diffusion)
- France :

### Épisode 9:Pas du tout jaloux!
- États-Unis /  Canada : 2 janvier 2017 sur CBS / Global
- Belgique : 16 février 2019 sur RTL-TVI
- France : 30 janvier 2020 sur Gulli

- États-Unis : 6,55 millions de téléspectateurs[19] (première diffusion)

- Kali Rocha (Marcy Burns)
- Gary Anthony Williams (Bob)

### Épisode 10:Le Dîner de la discorde
- États-Unis /  Canada : 16 janvier 2017 sur CBS / Global
- Belgique : 16 février 2019 sur RTL-TVI
- France : 30 janvier 2020 sur Gulli

- États-Unis : 7,70 millions de téléspectateurs[20] (première diffusion)

Kali Rocha (Marcy Burns)

### Épisode 11:La Discussion
- États-Unis /  Canada : 23 janvier 2017 sur CBS / Global
- Belgique : 23 février 2019 sur RTL-TVI
- France : 6 février 2020 sur Gulli

- États-Unis : 7,69 millions de téléspectateurs[21] (première diffusion)
- Canada : 939 000 téléspectateurs[22] (première diffusion + différé 7 jours)

### Épisode 12:Trois amis
- États-Unis /  Canada : 6 février 2017 sur CBS / Global
- Belgique : 23 février 2019 sur RTL-TVI
- France : 6 février 2020 sur Gulli

- États-Unis : 7,25 millions de téléspectateurs[23] (première diffusion)

### Épisode 13:La Saint-Valentin
- États-Unis /  Canada : 13 février 2017 sur CBS / Global
- Belgique : 2 mars 2019 sur RTL-TVI
- France : 13 février 2020 sur Gulli

- États-Unis : 7,2 millions de téléspectateurs[24] (première diffusion)

Kali Rocha (Marcy Burns)

### Épisode 14:Kate a un rencard
- États-Unis /  Canada : 20 février 2017 sur CBS / Global
- Belgique : 2 mars 2019 sur RTL-TVI
- France : 13 février 2020 sur Gulli

- États-Unis : 6,75 millions de téléspectateurs[25] (première diffusion)
- Canada : 1,04 million de téléspectateurs[26] (première diffusion + différé 7 jours)

- Kali Rocha (Marcy Burns)
- Nick Alvarez (Royce)
- Rimea Kasprzak (Daphne)

### Épisode 15:Les parents débarquent
- États-Unis /  Canada : 27 février 2017 sur CBS / Global
- Belgique : 9 mars 2019 sur RTL-TVI
- France : 20 février 2020 sur Gulli

- États-Unis : 6,61 millions de téléspectateurs[27] (première diffusion)
- Canada : 960 000 téléspectateurs[28] (première diffusion + différé 7 jours)

- Kali Rocha (Marcy Burns)
- Stacy Keach (Joe Burns)
- Swoosie Kurtz (Bev Burns)

### Épisode 16:Le Meilleur des couples
- États-Unis /  Canada : 13 mars 2017 sur CBS / Global
- Belgique : 9 mars 2019 sur RTL-TVI
- France : 20 février 2020 sur Gulli

- États-Unis : 6,34 millions de téléspectateurs[29] (première diffusion)

- Kali Rocha (Marcy Burns)
- Jenna Dewan (Jen)

### Épisode 17:Bonjour docteur!
- États-Unis /  Canada : 20 mars 2017 sur CBS / Global
- Belgique : 16 mars 2019 sur RTL-TVI
- France : 27 février 2020 sur Gulli

- États-Unis : 5,32 millions de téléspectateurs[30] (première diffusion)

- Emily Swallow (Dr Knox)
- Stacy Keach (Joe Burns)
- Swoosie Kurtz (Bev Burns)

### Épisode 18:C'est pas moi, c'est lui!
- États-Unis /  Canada : 10 avril 2017 sur CBS / Global
- Belgique : 16 mars 2019 sur RTL-TVI
- France : 27 février 2020 sur Gulli

- États-Unis : 5,33 millions de téléspectateurs[31] (première diffusion)
- Canada : 904 000 téléspectateurs[32] (première diffusion + différé 7 jours)

Kali Rocha (Marcy Burns)

### Épisode 19:La Revanche de la cravate poisson
- États-Unis /  Canada : 17 avril 2017 sur CBS / Global
- Belgique : 23 mars 2019 sur RTL-TVI
- France : 27 février 2020 sur Gulli

- États-Unis : 5,42 millions de téléspectateurs[33] (première diffusion)

- Kali Rocha (Marcy Burns)
- Christine Woods (McCaffrey)

### Épisode 20:Argent sale
- États-Unis /  Canada : 1er mai 2017 sur CBS / Global
- Belgique : 23 mars 2019 sur RTL-TVI
- France : 5 mars 2020 sur Gulli

- États-Unis : 5,36 millions de téléspectateurs[34] (première diffusion)
- France : 58 000 de téléspectateurs (0,3 % de PDM)[35] (première diffusion)

- Kali Rocha (Marcy Burns)
- Swoosie Kurtz (Bev)
- Stacy Keach (Joe)
- Amy Farrington (Librarian)

### Épisode 21:Fausse liberté
- États-Unis /  Canada : 8 mai 2017 sur CBS / Global
- Belgique : 30 mars 2019 sur RTL-TVI
- France : 5 mars 2020 sur Gulli

- États-Unis : 5,16 millions de téléspectateurs[36] (première diffusion)

Sara Amini (Angie)

### Épisode 22:Un bébé pour Andi
- États-Unis /  Canada : 15 mai 2017 sur CBS[37] / Global
- Belgique : 30 mars 2019 sur RTL-TVI
- France : 5 mars 2020 sur Gulli

- États-Unis : 5,73 millions de téléspectateurs[38] (première diffusion)

Kali Rocha (Marcy Burns)